# Округ Изард (Арканзас)
Округ Изард (енгл. Izard County) је округ у америчкој савезној држави Арканзас. По попису из 2010. године број становника је 13.696. Седиште округа је град Мелборн.

## Демографија
Према попису становништва из 2010. у округу је живело 13.696 становника, што је 447 (3,4%) становника више него 2000. године.
| Група             | 2000.          | 2010.          |
| Белци             | 12.702 (95,9%) | 13.006 (95,0%) |
| Афроамериканци    | 191 (1,4%)     | 175 (1,3%)     |
| Азијати           | 15 (0,1%)      | 41 (0,3%)      |
| Хиспаноамериканци | 133 (1,0%)     | 208 (1,5%)     |
| Укупно            | 13.249         | 13.696         |